# Fred Guy

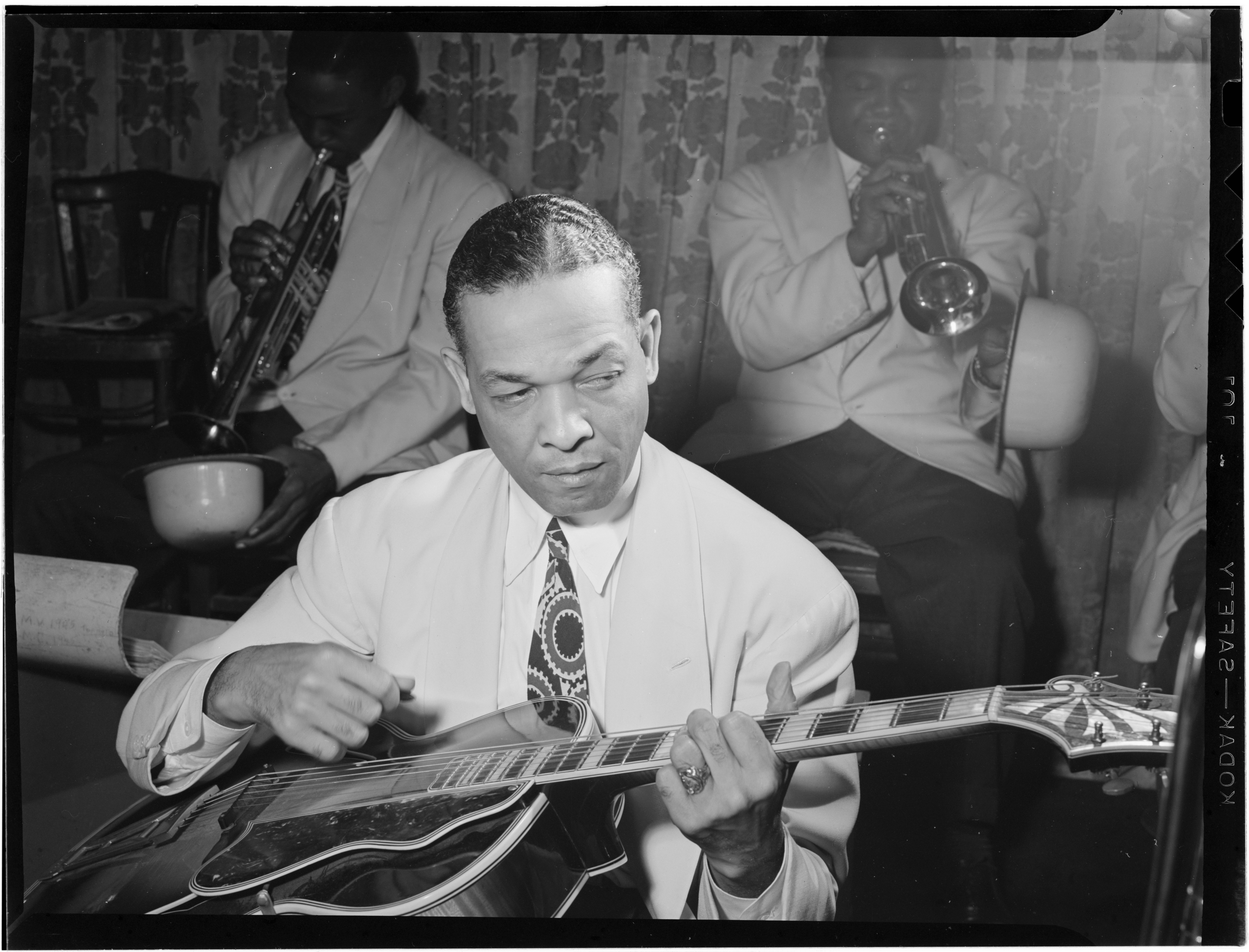
Fred Guy, New York, ca. November 1946.
Fotografie von William P. Gottlieb.

Fred „Freddie“ Guy (* 23. Mai 1897 in Burkeville, Georgia; † 22. Dezember 1971 in Chicago, Illinois) war ein US-amerikanischer Jazzgitarrist und Banjospieler des Swing.

## Leben und Wirken
Fred Guy wuchs in New York auf. Seine Karriere begann er als Gitarrist und Banjospieler in Joseph C. Smiths Orchester; im Jahr 1925 wurde er Mitglied bei Duke Ellington’s Washingtonians, wo er Elmer Snowden ersetzte. Guy spielte über zwanzig Jahre in Duke Ellingtons Orchestern, einschließlich der Ära im Cotton Club. Anfangs spielte er nur Banjo; im Jahr 1933 wechselte er zur Gitarre, als sich die Rhythm Section der Bands im Jazz stark veränderte. Er spielte Gibson-Banjos sowie die akustischen Gitarrenmodelle Gibson L-5 beziehungsweise L-7. Ellington lobte in seinen Erinnerungen Guys Vernunft und sein gutes Benehmen; er war einer der wenigen Mitglieder der Band, die er mit nach Hause nahm und mit seiner Familie zusammenbrachte.
Auf Ellingtons frühem Titel East St. Louis Toodle-Oo ist Fred Guy zu hören; ebenso in Black and Tan Fantasy. Dennoch trat er nie als Solist in Erscheinung; daher ist sein Spiel auf der Akustikgitarre auf Aufnahmen oft schwer herauszuhören. Fred Guy hat einen Auftritt in dem Film Black Beauty mit dem Duke Ellington Orchestra; er wirkte auch bei dessen Konzert in Fargo, North Dakota 1940 mit. Nachdem er 1947 Ellingtons Band verlassen hatte, wurde sein Platz nicht neu besetzt. Er arbeitete fortan als Manager eines Ballsaals in Chicago und starb dort 1971 im Alter von 74 Jahren durch Suizid.